# Czawdar Bjała Słatina
Czawdar Bjała Słatina – bułgarski klub piłkarski założony w 1921 roku. Od momentu powstania do 1957 roku nosił nazwy m.in. Botew, Spartak, Dynamo i Car Krum. Właśnie jako Car Krum Bjała Słatina jedyny raz w historii brał udział w rozgrywkach o mistrzostwo kraju, w sezonie 1940–1941. Od 1957 roku oficjalną nazwą klubu jest Czawdar.
Zespół przez kolejne lata krążył między trzecią a drugą ligą. Najbliżej awansu do ekstraklasy był w sezonie 1957–1958, kiedy zajął trzecie miejsce w tabeli.
Obecnie w rozgrywkach drugoligowych występuje od sezonu 2006-2007. Poprzednio grał w nich piętnaście lat wcześniej (1991-1992).
Trenerem Czawdaru jest Georgi Todorow, były szkoleniowiec m.in. Lewskiego Sofia.

## Sukcesy
- awans do II ligi w sezonach: 1990-1991 i 2005-2006
- III miejsce w II lidze (najwyższe w historii): w sezonie 1957-1958
- 1/8 finału Pucharu Bułgarii: w sezonie 1994-1995

## Stadion
Stadion Czawdar może pomieścić 3 tysiące widzów.